# Telex Communications

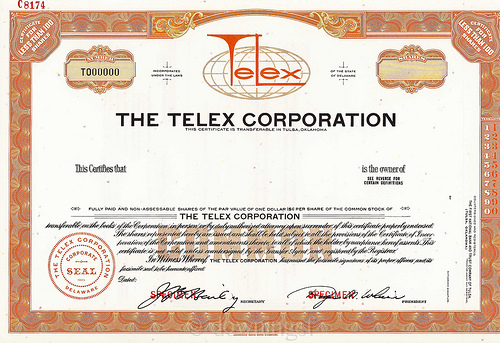
Le certificat d'actions spécimen de Telex Corp.

Telex Communications, qui s'est tout d'abord appelé Telex Corporation, est une société américaine fondée à Burnsville, dans le Minnesota, dans le Nord des États-Unis, produisant dans ses premières années des appareils auditifs et d'équipements audio. Crée en 1936 pour le marché des appareils auditifs, Telex s'est lancée dans le secteur des périphériques informatiques dans les années 1960. La société a été acquise par Memorex en 1988, qui s'est rebaptisée Memorex Telex NV.
La branche prothèses auditives de Telex Corp. a ensuite été scindée en 1989 sous le nom de Telex Communications, une société indépendante. Memorex a conservé les activités périphériques de Telex Corp.
En février 1998, Telex Communications, nouveau nom de la société, a fusionné avec Electro-Voice.
En août 2006, un nouvel acquéreur se présente, le groupe allemand Bosch, qui paie 420 millions de dollars, . Telex devient alors une filiale commerciale nommée « Bosch Communications Systems ».
L'un de ses présidents, Roger Wheeler, est assassiné par le Winter Hill Gang en 1981 au Southern Hills Country Club à Tulsa, Oklahoma.